# Diosma guthriei
Diosma guthriei är en vinruteväxtart som beskrevs av James Glover. Diosma guthriei ingår i släktet Diosma och familjen vinruteväxter. Inga underarter finns listade i Catalogue of Life.